# Gare de Võru
La gare de Võru est une gare de banlieue  située à Võru, Estonie.

## Histoire

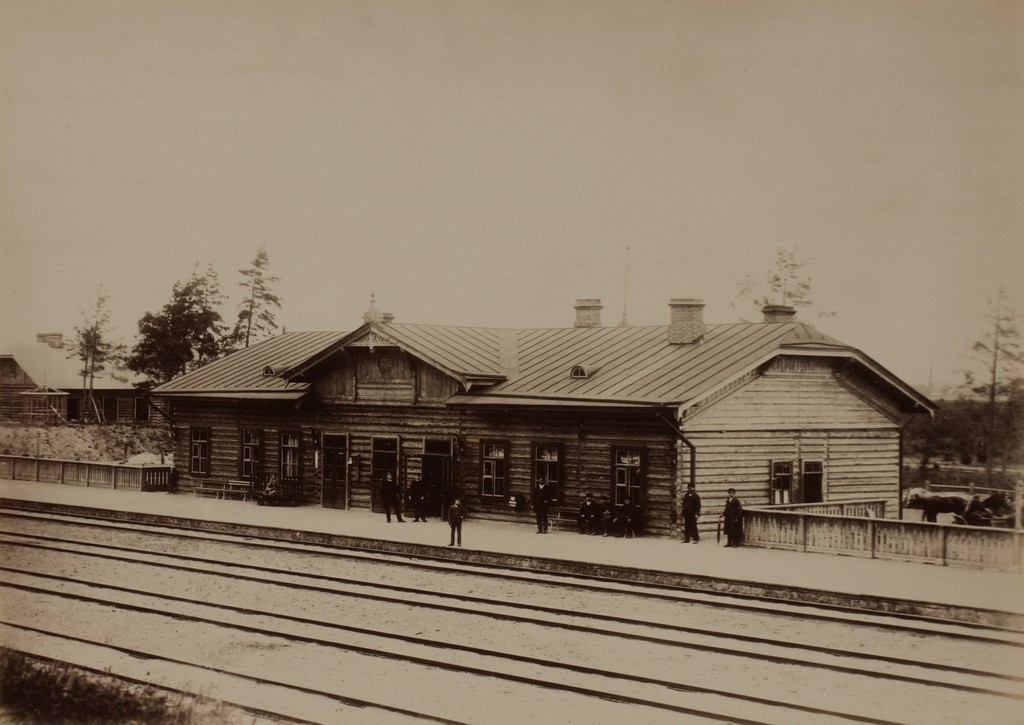
La gare en 1890

## Service des voyageurs
Il n'y a pas de service de trains de passagers à cette gare en 2014.